# NGC 1116
NGC 1116 (również PGC 10781 lub UGC 2326) – galaktyka spiralna (Sab), znajdująca się w gwiazdozbiorze Barana. Odkrył ją Albert Marth 2 grudnia 1863 roku.